# خونيك (ألقورات)
خونیك (بالفارسية: خونیک) هي مستوطنة تقع في إيران في قسم ألقورات الريفي. يقدر عدد سكانها بـ 17 نسمة .